# CygamesPictures
CygamesPictures, Inc. (jap. 株式会社CygamesPictures Kabushiki-gaisha Saigēmusu Pikuchāzu) – japońskie studio animacji założone w 2016 roku jako spółka zależna Cygames.

## Historia
W 2015 roku firma Cygames ogłosiła utworzenie własnego działu produkcji anime, który miał zajmować się tworzeniem anime opartych na ich grach, a także oryginalnych produkcji. Rok później, w 2016 roku, Cygames poinformowało o utworzeniu własnego studia anime o nazwie CygamesPictures w celu tworzenia i animowania ich własnych serii. Jednocześnie dział produkcji anime został włączony w struktury nowego studia.

## Produkcje

### Seriale telewizyjne
- Manaria Friends (2019)[3]
- Princess Connect! Re:Dive (2020–2022)[4]
- The Idolmaster Cinderella Girls U149 (2023)[5]
- Yūki Bakuhatsu Bang Bravern! (2024)[6]
- Apocalypse Hotel (2025)[7]
- Uma Musume Cinderella Gray (2025)[8]
- Lato, kiedy umarł Hikaru (2025)[9]

### ONA
- Blade Runner Black Out 2022 (2017)[10]
- CINDERELLA GIRLS 10th Anniversary Celebration Animation ETERNITY MEMORIES (2022)[11]
- Uma Musume Pretty Derby: Road to the Top (2023)[12]

### Filmy
- Uma Musume Pretty Derby: Shin jidai no tobira (2024)[13]